# Расулзаде, Мамед-Али Абдулазиз оглы
Мамед-Али Абдулазиз оглы Расулзаде (азерб. Məhəmmədəli Əbdüləziz oğlu Rəsulzadə; 7 апреля 1882, Новханы, Бакинская губерния — 3 февраля 1982, Стамбул) — один из активных участников национального движения в Азербайджане, депутат парламента АДР, двоюродный брат Мамед-Эмина Расулзаде.

## Биография
Мамед-Али родился 7 апреля 1882 году в абшеронском селении Новханы в семье религиозного деятеля. Начальное образование он получил у отца Абдулазиза. Продолжил образование во второй русско-мусульманской школе, руководимой Султан-Меджидом Ганизаде. Затем учился в Бакинском техническом училище. Политической деятельностью начал заниматься с 1902 года, а в 1903 году вступает в «Кружок молодых азербайджанцев-революционеров», который был создан его двоюродным братом Мамед Эмином Расулзаде. В конце 1904 года вступил в мусульманскую социал-демократическую организацию «Гуммет». Писал статьи в газетах «Təkamül» («Эволюция») и «Yoldaş» («Товарищ»). В 1907 занял пост технического секретаря в «Союзе Рабочих Нефтяной Промышленности». В октябре 1911 года в Баку, Тагы Нагы-оглы, Аббасгулу Кязымзаде и Мамед-Али Расулзаде создают партию «Мусават». Со 2 октября 1915 года партия издаёт газету «Açıq söz», издателем которой становится Мамед-Али Расулзаде. Он также пишет статьи в газете. В 1917 году участвует на первом съезде партии «Мусават».После провозглашения 7 декабря 1918 года в результате тайного голосования был избран депутатом парламента от Баку. В 1919 был назначен главой типографии Правительства Азербайджанской Демократической Республики.

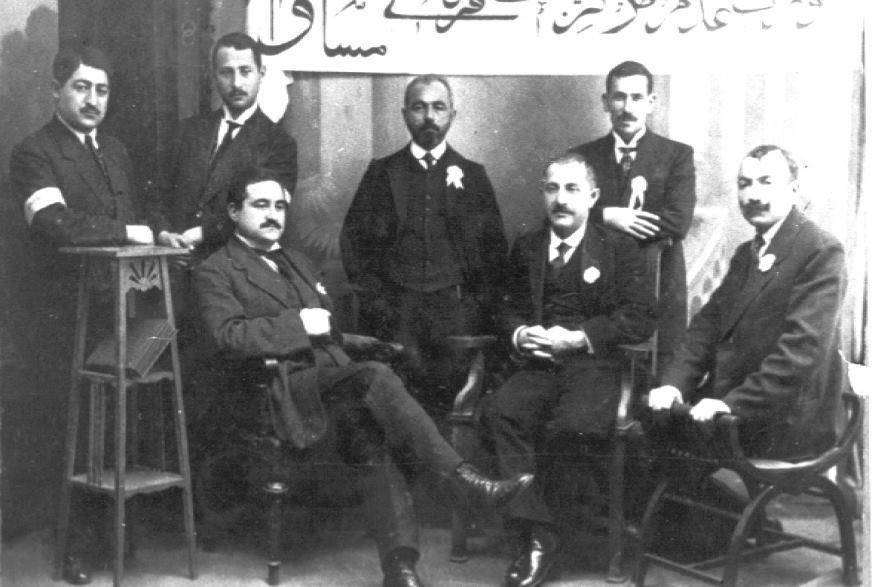
Члены партии «Мусават», сидящие (справа налево): Аббасгулу Кязымзаде, Насиб-бек Усуббеков, Мамед Эмин Расулзаде; стоящие (справа налево): Кербелаи Вели Микайылов, Мирза Мамед Ахундов, Мамед-Али Расулзаде, Тагы Нагы-оглы

После оккупации Азербайджана в 1920 году, как и других государственных деятелей Мамед-Али Расулзаде был арестован и посажен в тюрьму. Но в ноябре того же года его отправляют в Москву, по просьбе Мамед Эмина Расулзаде, его взяли с ним на поезд. Мамед Эмин вспоминает это событие: 
«Когда мы сидели за столом в салоне вагона и кушали, наш поезд остановился в многолюдной станции, мы должны были немного подождать здесь. Сталин сказал Мамед-Али «опусти штору».
— Товарищ Сталин, зачем это? — спросил Мамед-Али.
— Те кто на улице не должны видеть наш стол, — ответил Сталин.
— Да пусть видят, что случиться то?
— Послушайте, что значит, что случиться, народ который живёт в бедности и мучениях, если увидит, что мы в достатке, то будет бунт, ты не знал?».
В Москве Мамед-Али около двух лет работает в кооперативе Народного комиссариата по делам национальностей. В 1922 году он вместе с Аббасгулу Кязымзаде садится на туркменскую лодку и прибывает в порт Энзели в Иране. В связи с этим Мамед-Али Расулзаде вспоминает:
«Следуя плану, мы нашли туркменского лодочника. Однако наши личности не были представлены ему. Мы сели с другими именами. Очень аккуратно следили за своей речью. Обращались друг к другу с другими именами. Туркменский лодочник был искусным человеком знающим своё дело, который наверняка сотни раз противостоял волнам Каспия. Мы говорили, а он слушал. Опасность остыла. Мы почти добрались до берегов Южного Азербайджана. Этот искусный, отважный тюркский сын, который не уставая двигал вёсла, иногда смеялся от нашего разговора, он немного отдохнул. Обратившись ко всем их настоящими именами, он пожелал удачи. Имея в виду Эмин бека он сказал: «Передайте большой привет от меня Мужику». Мы замерли от удивления».
Из Ирана Мамед-Али добирается в Турцию. После эмиграции Советский режим репрессирует его жену Разие ханым и троих детей в Казахстан. В Турции Мамед-Али активно сотрудничает с газетами, издававшимися в Стамбуле, пропагандирует азербайджанскую литературу. Тут он работает в журналах «Yeni Kafkasya» («Новый Кавказ»), «Azəri Türk» («Азери-Тюрок»), «Odlu Yurt» («Огненное Отечество»). В 1932 году вместе с Мамед Эмином он вынужден был уехать из Турции. Сначала Мамед-Али пытаются увезти через сирийскую границу, однако его уводят через Фракию. Но во время Второй Мировой войны, в 1942 году он возвращается в Турцию. Тут он работает в Республиканской народной партии. Свои статьи в газете «Азербайджан» он подписывал «М. А. Расулоглу». В этой газете, в различных старанах было опубликовано несколько стихов Мамед-Али Расулзаде. Например, «Yurda həsrət» (Варшава, 1939), «Azərbaycana həsrət» (Констансана, 1940), «27 nisan» (Стамбул, 1972), «Hicran dərdi» (Бухарест, 1940). На него сильно подействовала смерть двоюродного брата Мамед Эмина Расулзаде 6 марта 1955 года. Мамед-Али тогда заявил: «Вот бы я умер, а Эмин бек был бы жив». Одним из счастливых случаев в его жизни была встреча со своим сыном в Турции. 3 февраля 1982 года Мамед-Али Расулзаде скончался в Стамбуле. 8 февраля в 11 часов Азербайджанский Культурный Фонд провело мероприятие для почтения его памяти.